# Jerzy Sado

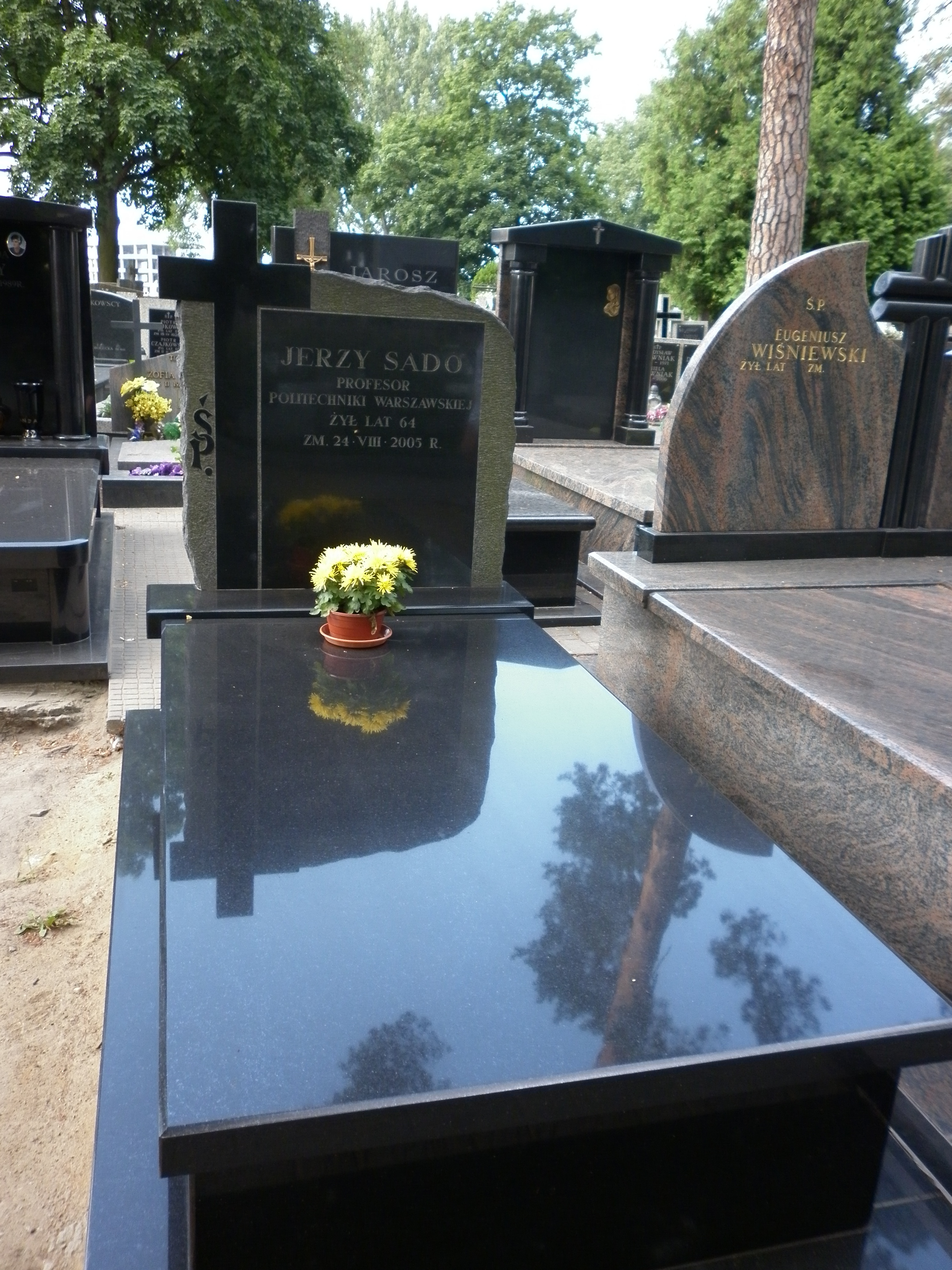
Grób prof. Jerzego Sado na Wilanowie

Jerzy Sado (ur. 11 listopada 1940 w Borku Wielkim, zm. 24 sierpnia 2005 w Warszawie) – polski inżynier mechaniki ciepłownictwa, prof. dr. hab. Politechniki Warszawskiej.

## Życiorys
W 1960 ukończył warszawskie Technikum Budowy Silników, a następnie rozpoczął studia na Wydziale Mechanicznym Konstrukcyjnym Politechniki Warszawskiej. Po miesiącu nauki podjął decyzję o przeniesieniu się na Wydział Mechaniczny Energetyki i Lotnictwa, ukończył je pięć lat później ze specjalizacją Aparatura Chemiczna. Następnie rozpoczął pracę w Zakładzie Automatyki i Pomiarów działającym w Centralnym Laboratorium Gazownictwa, po czterech latach został pracownikiem dydaktycznym w Zakładzie Termodynamiki Instytutu Techniki Cieplnej Politechniki Warszawskiej. W 1978 uzyskał stopień doktora, a w 1991 przedstawił pracę habilitacyjną i został kierownikiem Laboratorium Zastosowań Informatyki. Od 1993 do 1996 był zastępcą dyrektora Instytutu Techniki Cieplnej, w 2000 objął stanowisko kierownika Zakładu Aparatury Procesowej i Chłodnictwa w Instytucie Techniki Cieplnej. Od 1999 przez dwie kadencje był Prodziekanem ds. Nauczania na Wydziale Mechanicznym Energetyki i Lotnictwa. 18 lutego 2002 otrzymał tytuł profesora nauk technicznych.